# Michelle Rojas Flores
Michelle Rojas Flores, född 7 mars 1997, är en svensk fotbollsspelare.

## Karriär
Michelle Rojas Flores inledde sin fotbollskarriär i IF Brommapojkarna och spelade hela juniortiden i klubben. Seniordebuten kom 2014. Sedan dessa har Rojas Flores representerat Bollstanäs SK och Sundsvalls DFF utöver Brommapojkarna. 
Inför säsongen 2023 meddela AIK att klubben och Rojas Flores kommit överens om ett kontrakt över säsongen 2024. Efter säsongen 2024 lämnade hon klubben i samband med att kontraktet gick ut.